# Palacete Violeta
O Palacete Violeta é uma mansão localizada na Rua Bom Pastor, no bairro do Ipiranga, em São Paulo. Construída em 1934, a edificação foi tombada por diferentes e importantes órgãos do governo como o Conpresp (Conselho Municipal de Preservação do Patrimônio Histórico, Cultural e Ambiental da Cidade de São Paulo), o Condephaat (Secretaria de Cultura do Estado de São Paulo), o Iphan (Instituto do Patrimônio Histórico e Artístico Nacional) e pelo DPH (Departamento do Patrimônio Histórico). Tudo isso devido a grande importância arquitetônica, social e histórica para a cidade de São Paulo e, principalmente, para o bairro do Ipiranga que a edificação possui.
A partir da visão arquitetônica, a mansão conserva todo o requinte da alta sociedade dos anos 1900. Os detalhes da construção e da decoração, que possuem o estilo eclético, estão presentes em todos os lugares. Na área externa, fontes com esculturas em meio a flora riquíssima já trazem o requinte da mansão. Na área interna, colunas coríntias, vitrais e cômodos inspirados em famosas construções europeias não representam apenas diferentes vertentes da arquitetura da época, mas também o estilo de vida que a alta sociedade brasileira possuía.
Já através da visão social, a residência faz parte de um conjunto de edificações que deu o pontapé para o povoamento do bairro do Ipiranga. Pertencente aos Jafet, uma das primeiras família de imigrantes libaneses a chegarem no Brasil, que iniciaram com a atividade de mascate e em pouco tempo enriqueceram, construíram uma fábrica de tecidos, a “Fiação, Tecelagem e Estamparia Jafet S.A”, no Ipiranga. Na época, 1907, o bairro possuía apenas o Museu, costumava servir como descanso para os viajantes por estar no “caminho do mar” e a forma de acesso era por carro de boi.
O local também foi escolhido para ser a moradia da família e acabou ganhando algumas mansões imponentes. Após o cessar das importações de produtos europeus com a Primeira Guerra Mundial, em 1924, a riqueza dos Jafet se multiplicou, juntamente com a fábrica e a importância que a família possuía na sociedade. Com isso, o Ipiranga começou a crescer, recebendo trabalhadores das fábricas e os principais nomes da elite Brasileira da época.

## História

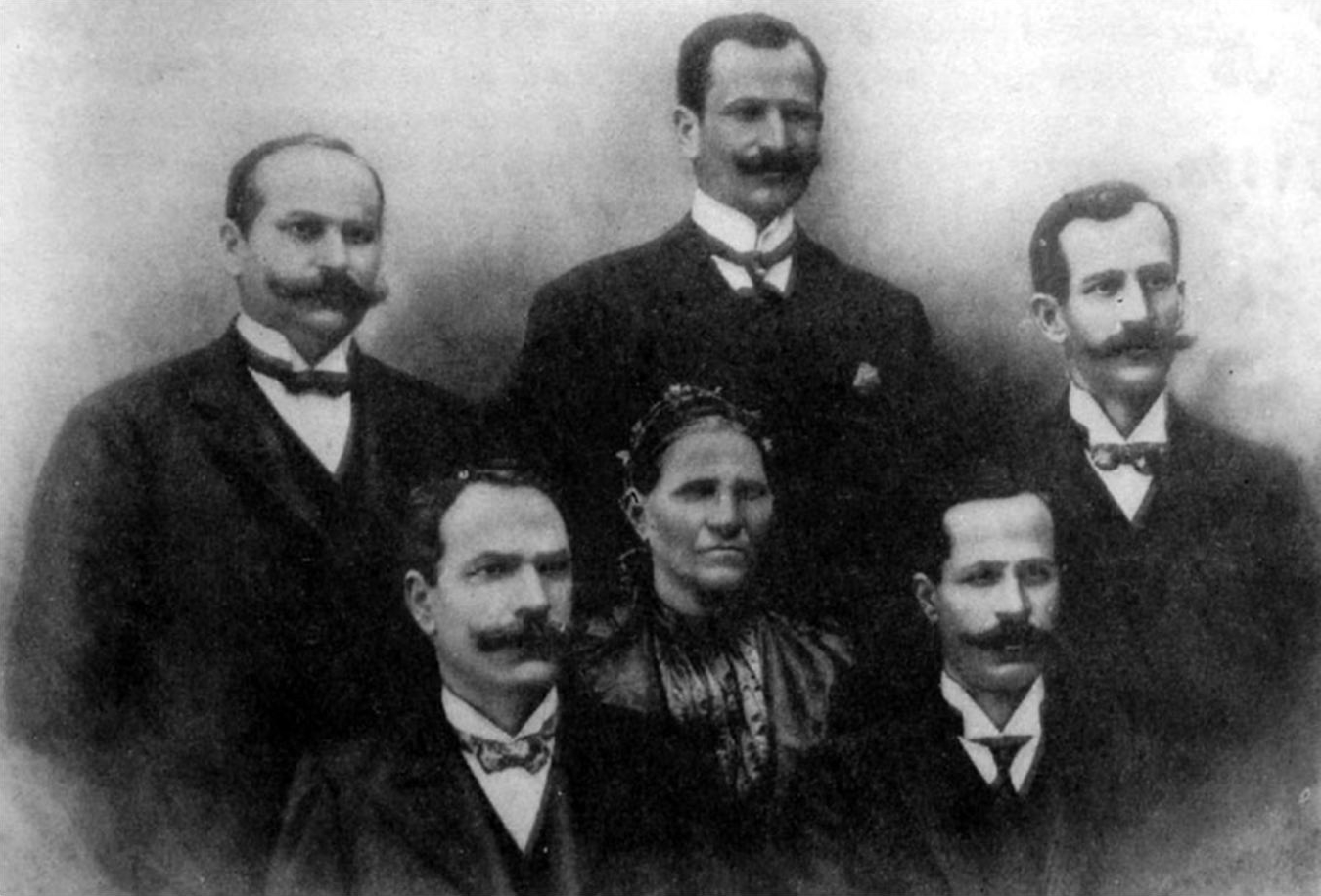
Retrato dos irmãos Jafet e sua mãe Utroch Farah Tebecherani.

A construção de 1934 foi realizada com o intuito de abrigar o casal Violeta e Chedit Jafet. A mansão era o presente de casamento dado pelo tio do rapaz, Basílio Jafet, que morava na casa de número 800, o famoso Palácio dos Cedros, localizado no mesmo terreno.
O projeto foi realizado pelo engenheiro e amigo da Família, o João Fürtinger, e desenvolvido pelo arquiteto Eduardo Benjamin Jafet. Como havia falta de materiais de construção de qualidade no Brasil, a maior parte deles foram importados (a madeira do telhado era pinho-de-riga, os móveis de castanheira, as telhas tipo francesa e os mármores vieram da França). Violeta acompanhou tudo de perto e garantiu que a mansão fosse do jeito que desejava.
A mansão foi cenário de diversas confraternizações entre a alta sociedade da época. Na lista de pessoas que frequentavam o local estão nomes ilustres como os presidentes brasileiros Arthur Bernardes e Juscelino Kubitschek e os governadores de São Paulo, Adhemar de Barros e de Minas Gerais, Benedito Valadares.

## Características arquitetônicas
Toda pintada de branco na parte externa e com diversos detalhes na fachada (sacadas, janelas de diferentes formatos e com parapeitos estilizados), a imponência da edificação, localizada no topo de um terreno irregular, já dá uma ideia do está dentro dela. De vertente eclética, os dois andares possuem uma forte influência neoclássica. Entre os cômodos, alguns são cópias de construções muito conhecidas ao redor do mundo: a parede de fundo do hall principal é revestida por um espelho que aumenta o ambiente de 40 m², o que foi inspirado pela sala dos espelhos do Palácio de Versalhes, que serviu durante séculos como a residência real francesa e fez parte de grandes momentos da história; a sala de jantar é uma referência a uma das salas do Palácio Sanssouci, edificação alemã dos anos 1700 que serviu como palácio de verão para o rei prussiano Frederico II.

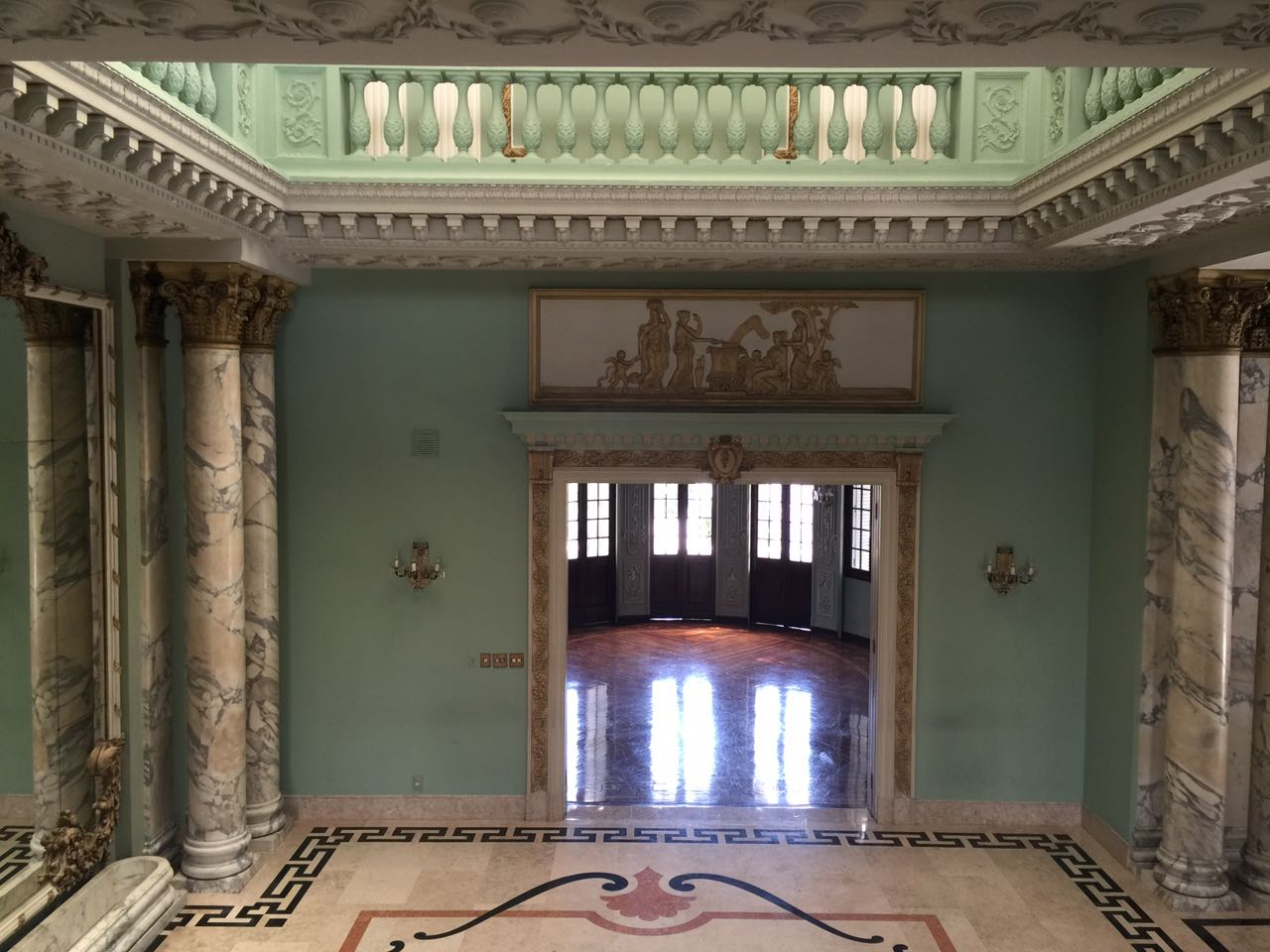
Visão da escadaria principal da Residência da Família Jafet, 730, localizada na Rua Bom Pastor, Ipiranga, São Paulo. Na imagem, detalhes da decoração do hall principal, inspirado no Palácio de Versalhes

Sem contar com os detalhes como as imponentes colunas coríntias, os desenhos em ouro do teto de um dos cômodos, o vitral central localizado acima do hall principal, o corrimão de ferro e sua minuciosidade, juntamente com a pedra utilizada para os degraus da escadaria que leva para o segundo pavimento. 
Tal imponência permite que a residência seja uma das poucas que ainda conserva a ambiência do bairro do Ipiranga e dos entornos do Parque da Independência em meio a constante verticalização que vem empobrecendo a paisagem ultimamente.

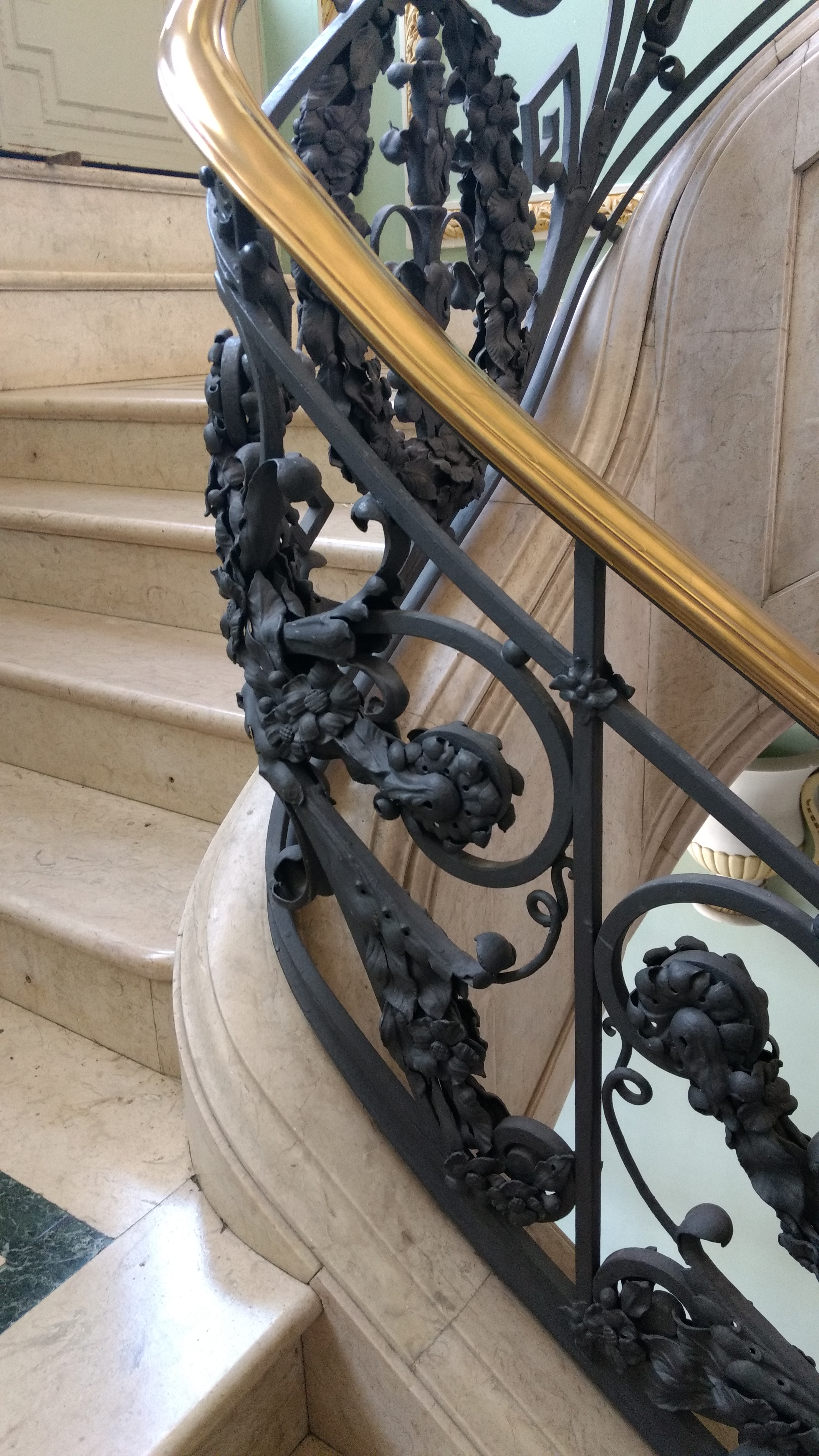
Detalhes do corrimão e da grade da escadaria principal que dá acesso ao segundo pavimento da Residência da Família Jafet, 730.

## Significado Histórico e Cultural

### Desenvolvimento do Bairro do Ipiranga
A Residência da Família Jafet, 730 faz parte do conjunto de casas pioneiro no desenvolvimento de um importante bairro de São Paulo, o Ipiranga. Antes de um terreno de mais de 100 mil metros quadrados ser escolhido para se tornar o endereço da fábrica da família, “Fiação, Tecelagem e Estamparia Jafet S.A”, o local possuía apenas o monumento da independência. Depois da instalação da indústria de tecidos, foram construídas no bairro mais de 300 casas para os operários, além das icônicas mansões para os Jafet.
A fortuna da família contribuiu não só para o início do desenvolvimento do Bairro do Ipiranga, como também para a sustentação dele. A construção da Estrada de Ferro Santos-Jundiaí foi uma das principais melhorias trazidas para o local, que passou a ser considerado um bairro industrial. Além disso, foram feitas obras de saneamento básico, aumento da área de hospital e escola.

### Tombamento
O processo de tombamento da Residência da Rua Bom Pastor, 730, de números 1991-0.005.368-6 e 1991-0.005.386-6 realizado em 2005 através do DPH (Departamento do Patrimônio Histórico), enfatiza não apenas a importância da família que construiu e residiu a mansão, mas também a particularidade arquitetônica, ambiental, paisagístico e conservação da história do bairro do Ipiranga. Atualmente o local, que abriga também o Parque da Independência, está passando por um processo de verticalização que modifica a escala típica do bairro. A forma de garantir a ambiência e uma "nobreza" em torno deste monumento é a conservação da mansão. O estilo eclético e a arquitetura também trazem muitas informações históricas da alta sociedade dos anos 1900.
O pedido no DPH (Departamento do Patrimônio Histórico) foi feito pela Associação Cultural Pró-Parque Modernista e pela Sociedade de Resgate e Preservação de Paranapiacaba (SPR-PARANAP), duas entidades sem fins lucrativos. O processo também incluiu outras residências da família além da construída na Rua Bom Pastor, 730: Rua Bom Pastor, 825, Rua Bom Pastor, 801, Rua Bom Pastor, 798, Rua Costa Aguiar, 1055 e Rua Costa Aguiar, 1013. Na votação do conselho todos os participantes foram favoráveis e o pedido foi deferido.

## Estado atual da Residência
Tanto a residência de número 730, pertencente a Violeta, como a de número 798, pertencente a Basílio Jafet, foram vendidas e hoje fazem parte de um cerimonial chamado “Palácio dos Cedros”. Com isso, o local é hoje alugado para eventos sociais como festas de casamento, aniversários de 15 anos e comemorações corporativas, sessões de fotos e filmagens de novelas de época, por exemplo.

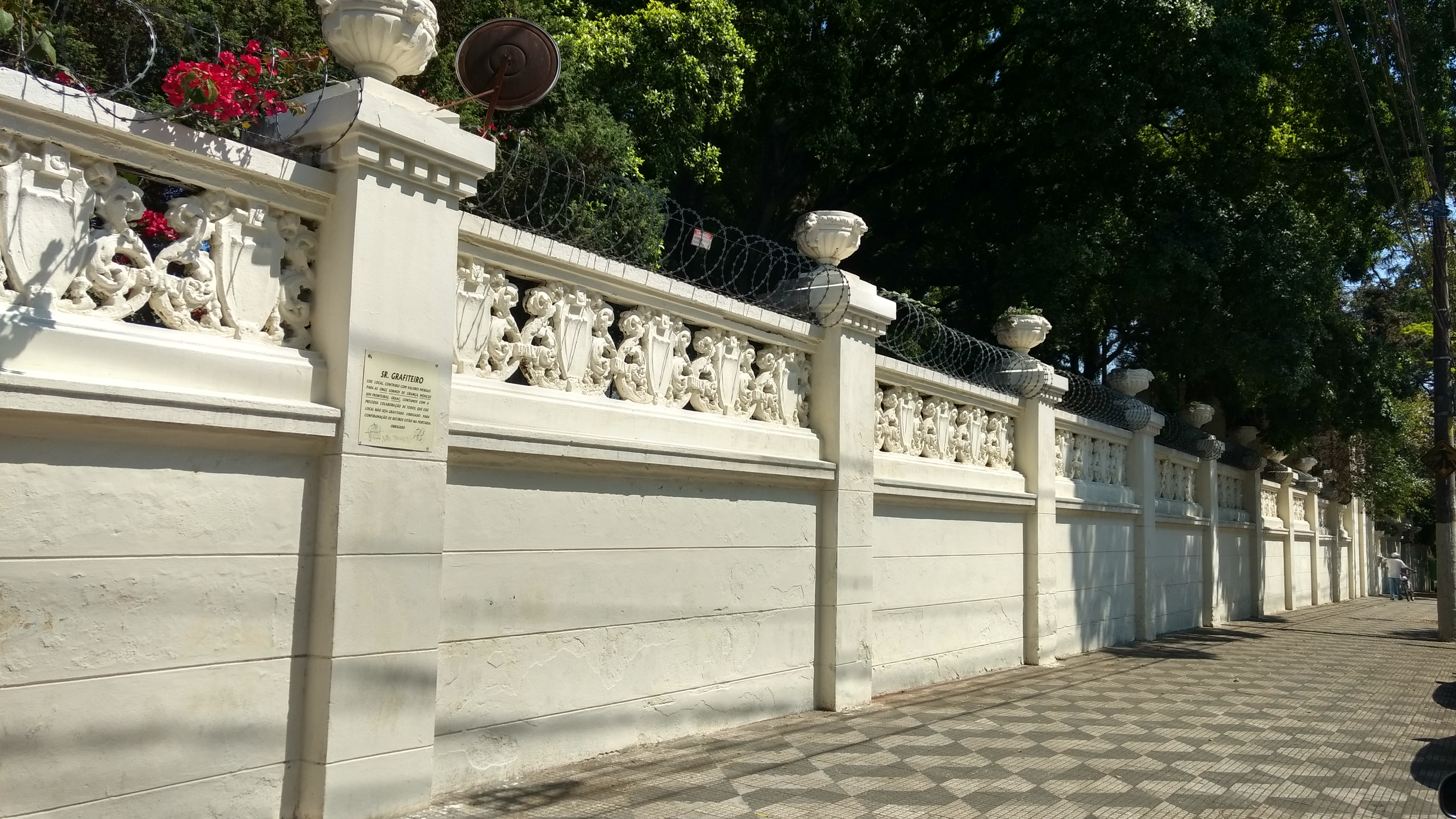
Atual muro da Residência da Família Jafet, 730, localizada na Rua Bom Pastor, no bairro do Ipiranga, São Paulo, possui placa contra pichação e arame farpado para proteção.

Boa Parte da construção da mansão 730 se manteve intacta. A principal modificação foi a instalação de um elevador para melhor atender os clientes e convidados do Cerimonial que antes precisavam subir uma escadaria para chegar ao segundo andar. Em cima dos muros nota-se uma cerca de arame farpado e a presença de câmeras para garantir a segurança.

### Situação do bairro do Ipiranga
Já no entorno a história é diferente. O bairro do Ipiranga ganhou ruas asfaltadas, muitos prédios e comércio. A movimentação da rua Bom Pastor se tornou muito intensa e totalmente diferente de como era quando a família Jafet o escolheu para morar. Hoje existem formas variadas de chegar até lá, as principais são de carro e ônibus.

### Visitação
Quando o assunto é visitação, a tarefa não é das mais fáceis. Ou se aluga para sessão fotográfica, ou se é convidado ou realizador de um evento realizado no local. Caso contrário, é preciso entrar em contato com a gerência e averiguar as possibilidades.

## Galeria

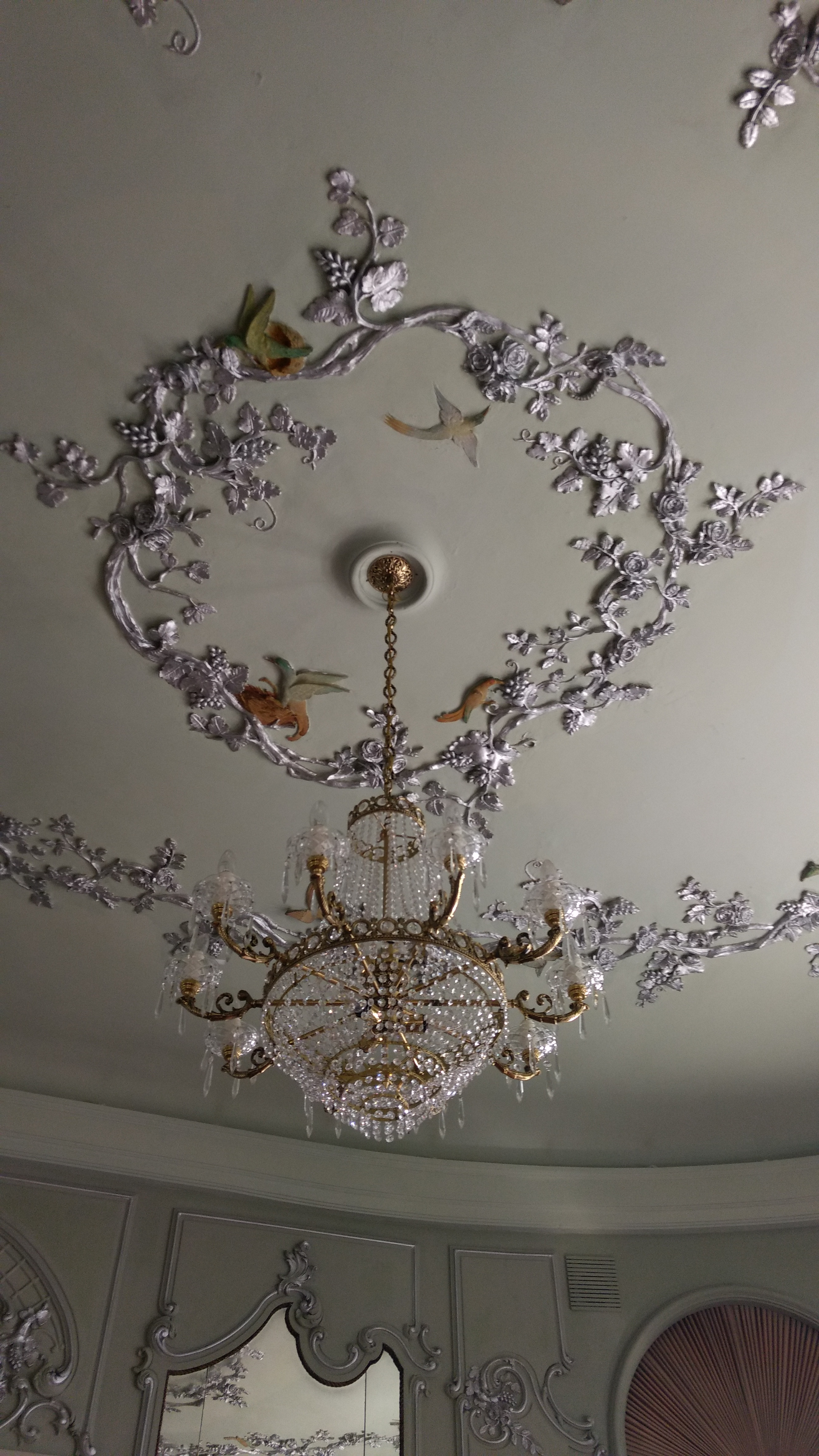
Detalhes da decoração do teto de um dos cômodos da Residência da Família Jafet, 730, localizada na Rua Bom Pastor, Ipiranga, São Paulo.
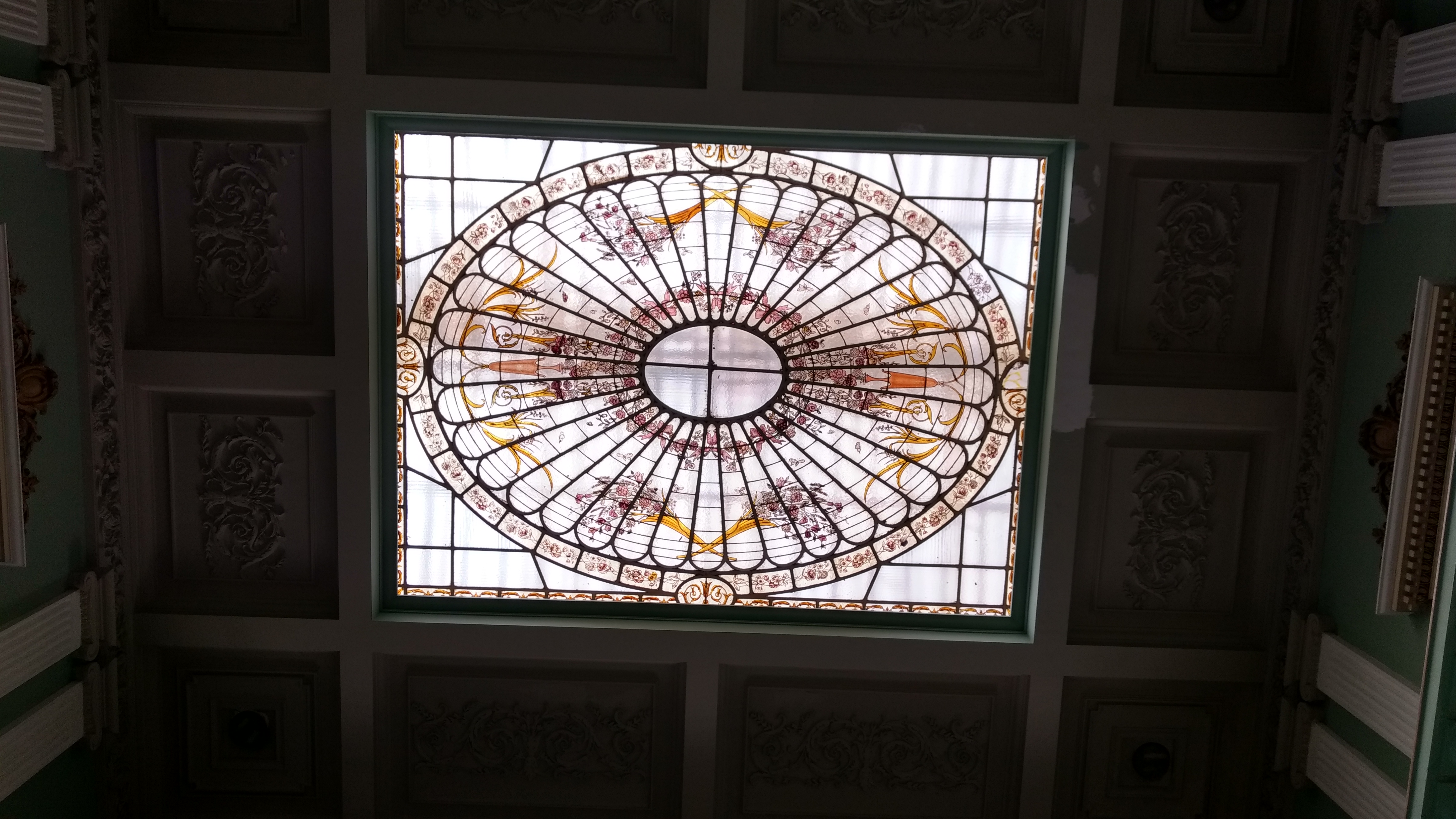
Vitral no teto do hall principal da Residência da Família Jafet, 730, localizada na Rua Bom Pastor, Ipiranga, São Paulo.
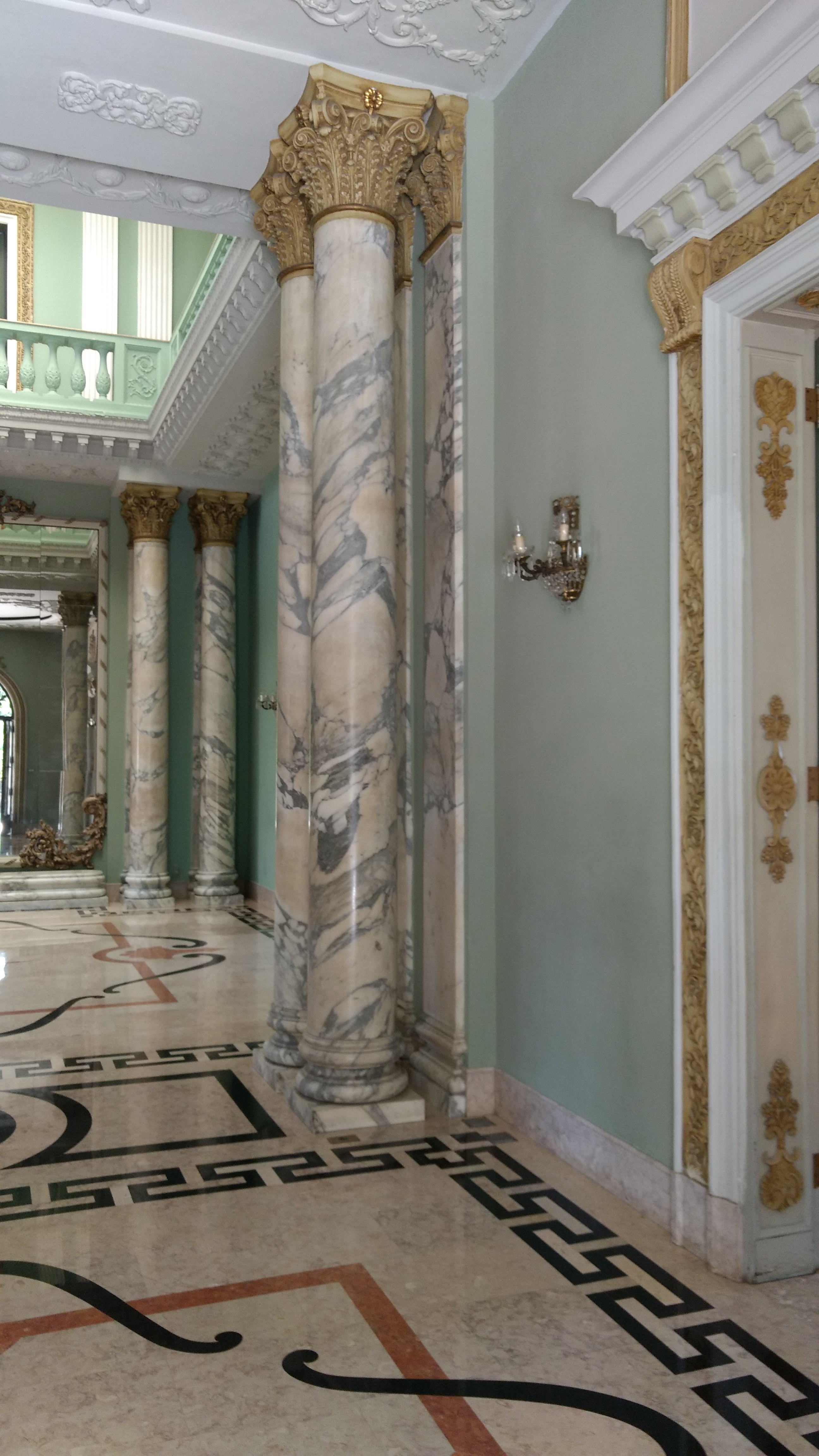
Coluna coríntia chama atenção no interior da Residência da Família Jafet, 730, localizada na Rua Bom Pastor, Ipiranga, São Paulo.
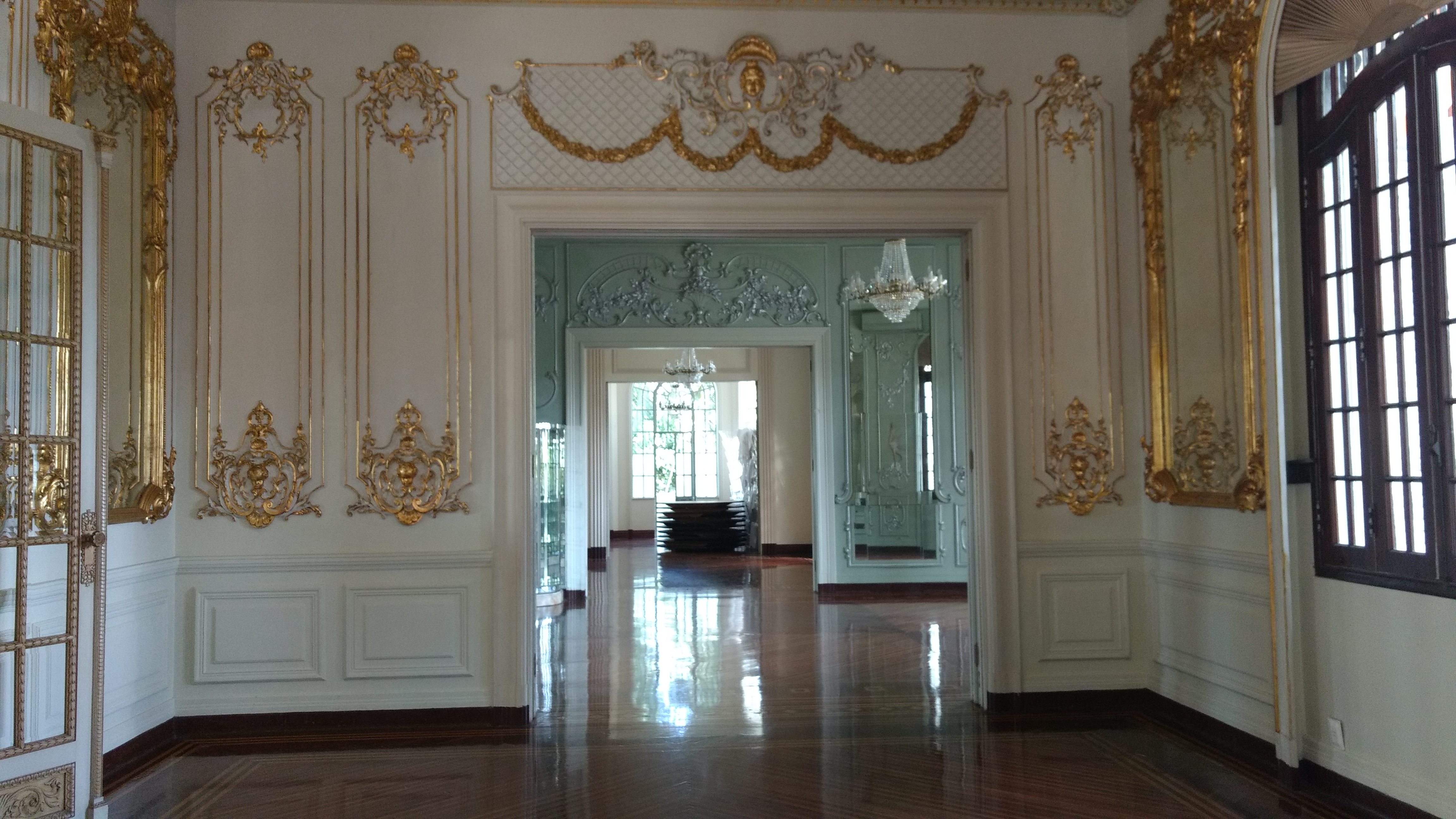
Detalhes da decoração da Residência da Família Jafet, 730, localizada na Rua Bom Pastor, Ipiranga, São Paulo.
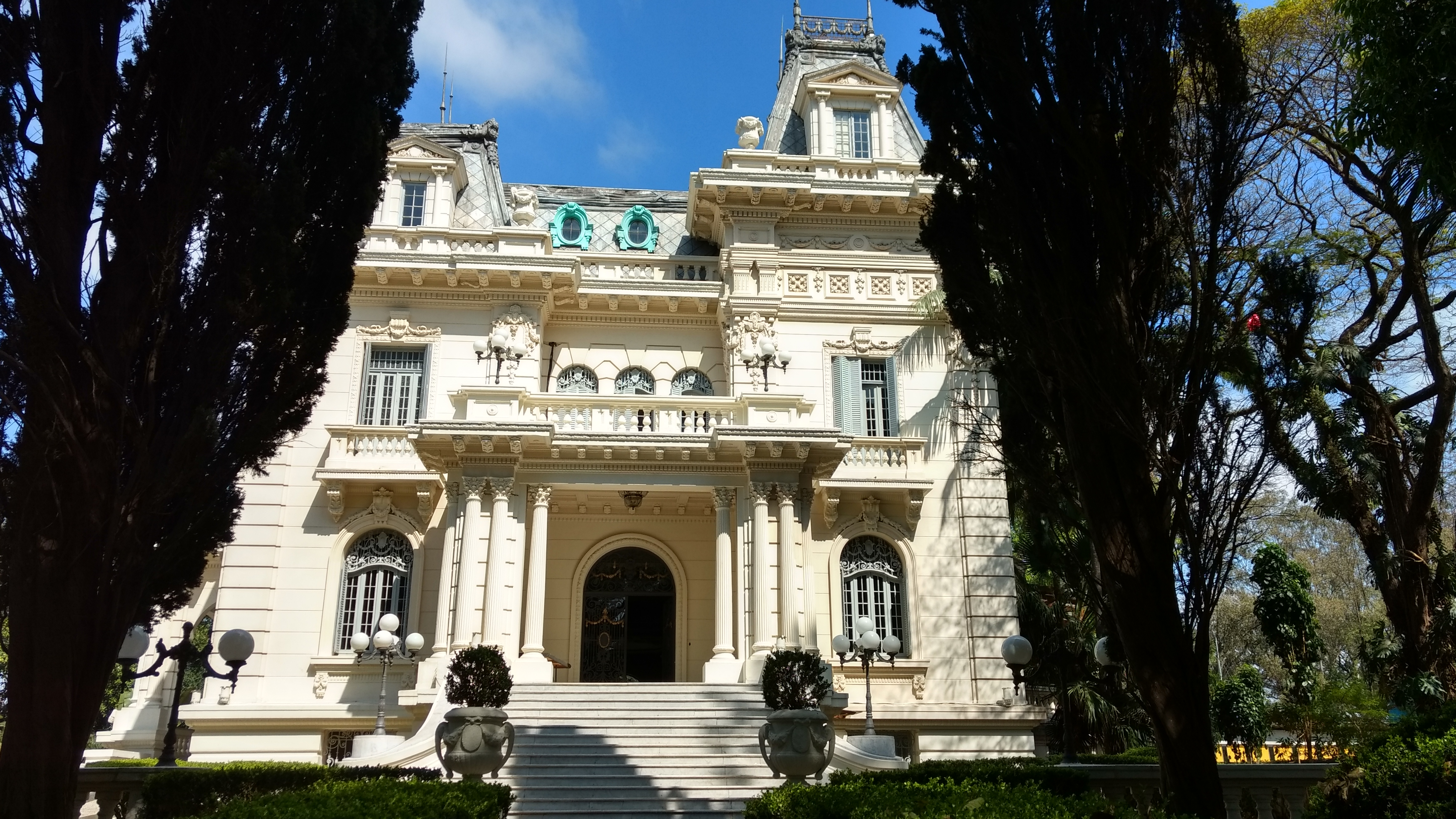
Fachada frontal da Residência da Família Jafet, 730, localizada na Rua Bom Pastor, Ipiranga, São Paulo.
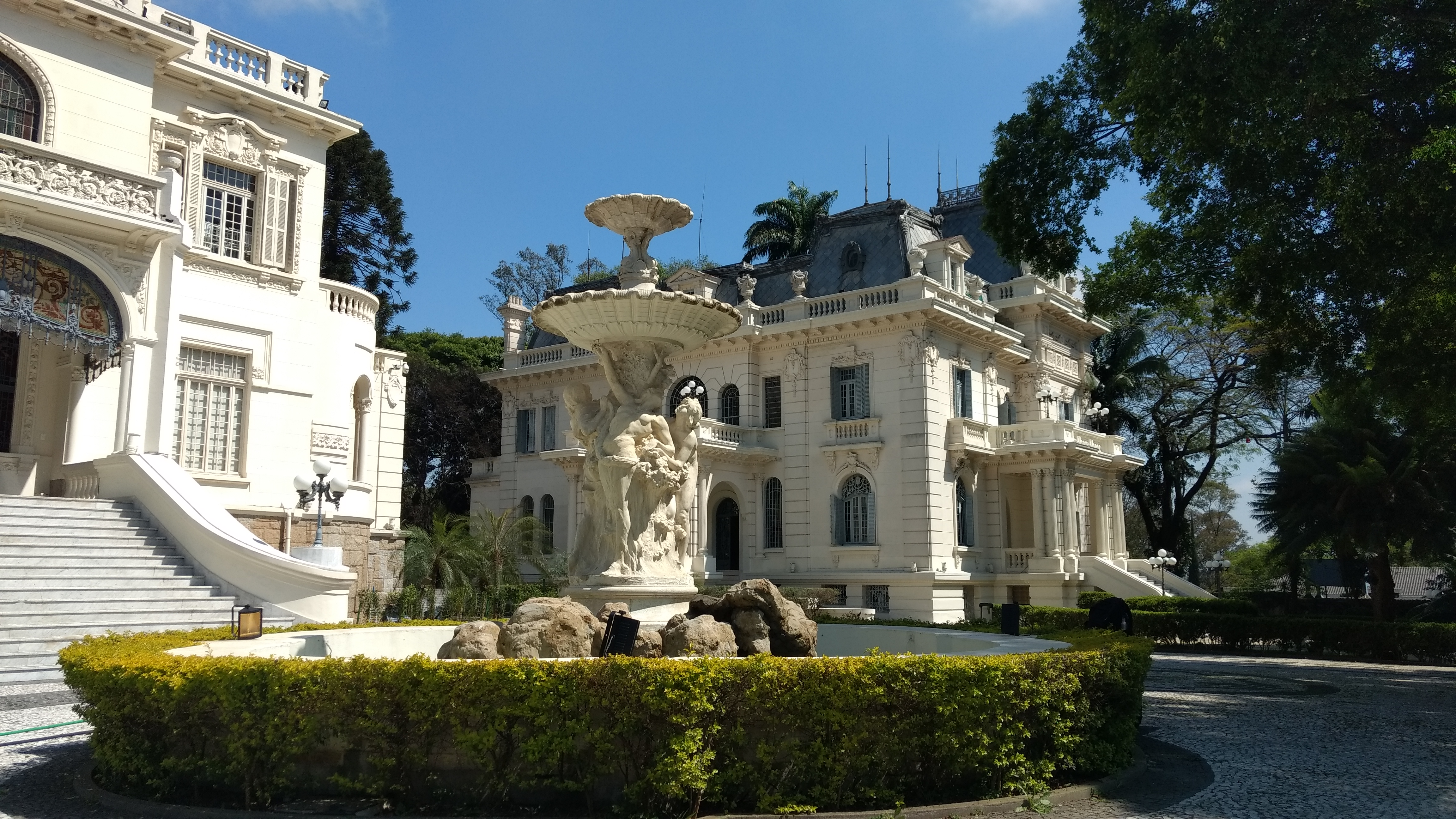
Fonte do jardim das Residências da Família Jafet números 730 e 800, localizadas na Rua Bom Pastor, Ipiranga, São Paulo.